# Aurélie Groizeleau
Aurélie Groizeleau (La Rochelle, 27 febbraio 1989) è un'arbitra ed ex giocatrice francese di rugby a 15.
Da giocatrice ha rappresentato la Francia in cinque incontri internazionali; direttrice di gara dal 2010, ha arbitrato in ambito internazionale in una Coppa del Mondo e 6 edizioni del Sei Nazioni a tutto il 2024.

## Biografia
Cresciuta a Marans in una famiglia di agricoltori ed essa stessa specializzata nell'allevamento di piccioni, iniziò a giocare a rugby a 5 anni e, adolescente, lasciò la Charente Marittima per il polo federale giovanile di Tolosa.
Fu ingaggiata a Blagnac e, a 19 anni, vantava già 5 selezioni per la nazionale maggiore francese, ma un grave infortunio al legamento crociato di un ginocchio a poche settimane dall'inizio del Sei Nazioni 2008 le precluse per sempre l'attività sportiva, forzandola al ritiro.
Decise quindi di intraprendere gli studi in scienze dell'educazione e di iscriversi ai corsi federali d'arbitraggio; debuttò alla direzione di gara nel 2010 a Tolosa per poi essere impiegata in Fédérale 2 maschile (la quarta divisione nazionale) e, dopo otto anni di attività interna, fu promossa arbitra internazionale; debuttò a Waterloo come direttrice di gara dell'incontro Belgio - Paesi Bassi al campionato europeo e a novembre diresse un test match riguardante una squadra nelle prime dieci posizioni del ranking World Rugby, a Prato tra Italia e Sudafrica; pochi mesi dopo debuttò nel Sei Nazioni 2019 di nuovo arbitrando l'Italia, ma contro l'Inghilterra ad Exeter.
Nel 2020 fu protagonista di un episodio insolito per il rugby moderno: essendo la direttrice designata Joy Neville indisponibile per infortunio a dirigere un test match autunnale tra Francia e Inghilterra, Groizeleau fu convocata in via straordinaria per sostituire l'arbitra irlandese: benché non espressamente proibito, infatti, la prassi è che in un incontro internazionale l'arbitro provenga da un Paese terzo.
Nel 2022 fu in Nuova Zelanda per la Coppa del Mondo, in cui diresse due partite nella fase a gironi e della cui finale fu giudice di linea.

### Vita privata
Nativa della Rochelle, capoluogo della Charente Marittima, lavora nell'azienda agricola di famiglia e ha una figlia dal suo compagno, anch'egli arbitro di rugby.